# Worławki (Świątki)
Worławki (deutsch Warlack) ist ein kleiner Ort in der westlichen Woiwodschaft Ermland-Masuren und gehört zur Gmina Świątki (Landgemeinde Heiligenthal) im Powiat Olsztyński (Kreis Allenstein).

## Geographische Lage und Verkehrsanbindung
Worławki liegt zwei Kilometer vom Nordwestufer des Jezioro Sunia (Zaunsee) entfernt unweit einer Nebenstraße, die Żardeniki (Scharnigk) an der Woiwodschaftsstraße DW 593 mit Świątki an der DW 530 verbindet.
Eine Bahnanbindung besteht über die Bahnstation Bzowiec (Beiswalde) an der Staatsbahnlinie Nr. 221 von Gutkowo (Göttkendorf) unweit von Olsztyn (Allenstein) über Dobre Miasto (Guttstadt) nach Braniewo (Braunsberg).
Die nächste größere Stadt Dobre Miasto ist acht Kilometer entfernt, und bis zur Kreisstadt Olsztyn sind es 30 Kilometer.

## Geschichte
Am 21. Mai 1874 bildete die ehemals Warlack genannte Gemeinde zusammen mit sieben weiteren Kommunen den neu errichteten Amtsbezirk Wolsdorf (seit 1945: Wilczkowo) im Landkreis Heilsberg im Regierungsbezirk Königsberg der preußischen Provinz Ostpreußen. Im Jahre 1910 zählte Warlack, das amtsgerichtlich nach Guttstadt (Dobre Miasto) ausgerichtet war, 252 Einwohner. Ihre Zahl betrug 1933 noch 244 und 1939 nur noch 223.
Infolge des Zweiten Weltkrieges wurde Warlack wie das ganze südliche Ostpreußen polnisch und erhielt den neuen Namen „Worławki“. Außerdem wechselte es zum Powiat Olsztyński in der Woiwodschaft Ermland-Masuren (1975 bis 1998 Woiwodschaft Olsztyn). Heute ist Worławki ein Schulzenamt innerhalb der Gmina Świątki.

## Kirche

### Evangelisch
Die evangelische Bevölkerung von Worławki gehört zur Pfarrei Olsztyn in der Diözese Masuren der polnischen Evangelisch-Augsburgischen Kirche. Bis 1945 war der Ort in das Kirchspiel Regerteln (seit 1945: Rogiedle) im Kirchenkreis Braunsberg (Braniewo) in der Kirchenprovinz Ostpreußen der Kirche der Altpreußischen Union eingepfarrt.

### Katholisch
Die katholischen Kirchenglieder gehören zur Pfarrei St. Cosmae et Damiani in Świątki (Heiligenthal) im Dekanat Świątki im Erzbistum Ermland der Katholischen Kirche in Polen.

## Persönlichkeiten
- Georg Sterzinsky (1936–2011), katholischer Theologe, Kardinal, Erzbischof von Berlin